# Muzeum Zoologii Porównawczej
Muzeum Zoologii Porównawczej (Museum of Comparative Zoology, pełna nazwa: The Louis Agassiz Museum of Comparative Zoology) – muzeum zoologiczne znajdujące się w Cambridge w stanie Massachusetts. Jest instytucją zarządzającą Harvard Museum of Natural History (przy Uniwersytecie Harvarda).